# Aphaniosoma rufum
Aphaniosoma rufum is een vliegensoort uit de familie van de Chyromyidae. De wetenschappelijke naam van de soort is voor het eerst geldig gepubliceerd in 1935 door Frey.